# Kyle Edmund
Kyle Steven Edmund (sinh ngày 8 tháng 1 năm 1995) là một vận động viên quần vợt chuyên nghiệp người Anh Quốc. Anh là một tay vợt trong top 30 và là tay vợt nam Anh Quốc số 1 kể từ tháng 3 năm 2018.
Edmund đã vào vòng bán kết Giải quần vợt Úc Mở rộng, và là tay vợt nam thứ sáu của Anh Quốc vào vòng bán kết đơn một giải đấu lớn trong Kỷ nguyên Mở. Anh giành danh hiệu ATP Tour đầu tiên tại Antwerp vào tháng 10 năm 2018. Edmund lần đầu ra mắt Davis Cup trong trận chung kết năm 2015, trước Bỉ, với Anh Quốc vô địch giải đấu lần đầu tiên sau 79 năm. Đội tuyển Davis Cup giành được giải thưởng BBC Sports Personality Team of the Year Award 2015.
Anh đã giành được 2 danh hiệu đôi Grand Slam trẻ, tại Giải quần vợt Mỹ Mở rộng 2012 và Giải quần vợt Pháp Mở rộng 2013, cả hai đều cùng với tay vợt người Bồ Đào Nha Frederico Ferreira Silva. Edmund là một thành viên của Anh Quốc vô địch Davis Cup Trẻ lần đầu tiên vào năm 2011.